# Anastasia din Sirmium
Anastasia din Sirmium (n. secolul al III-lea d.Hr., Roma, Imperiul Roman – d. 25 decembrie 304 d.Hr., Sirmium⁠(d), Panonia, Imperiul Roman) a fost o martiră creștină din Imperiul Roman.
În departamentul Gard din sudul Franței există o localitate care îi poartă numele, Sainte-Anastasie.
Papa Francisc a transferat în anul 2020 biserica Sant'Anastasia al Palatino⁠(en)[traduceți], una din cele mai vechi biserici din Roma, în folosința comunității siro-malabare (originară din statul Kerala, India).

## Sărbători
- 22 decembrie (calendarul bizantin)
- 25 decembrie (calendarul latin)
- 5 ianuarie (calendarul copt)